# 2016 في قطر
فيما يلي قوائم الأحداث التي وقعت خلال عام 2016 في قطر.

## رياضة
- 1 يناير – بطولة العالم لسباق الدراجات على الطريق 2016
- 9 أكتوبر – سباق الطريق ضد الساعة للفرق في بطولة العالم لسباق الدراجات على الطريق 2016 الفائزون إتيكس-كويك ستيب 2016 [الإنجليزية]‏، بي إم سي راسينغ 2016 [الإنجليزية]‏، أوريكا-بايك إكسشاينج 2016 [الإنجليزية]‏.

## أفلام
من الأفلام التي صدرت هذه السنة في قطر:
- 1 يناير – علي معزة وإبراهيم
- 23 يناير – تحت الظل من إخراج Babak Anvari [الإنجليزية]‏.

## وفيات

### أكتوبر
- 23 أكتوبر – خليفة بن حمد آل ثاني (مواليد 1932) أمير دولة قطر السادس.